# Октябрський заказник
Октябрський заказник (біл. Акцябрскі заказнік) — біологічний заказник республіканського значення в Октябрському районі Гомельської області. Заснований у 2003 році з метою охорони у натуральному стані коштовних лісових формацій. Площа заказника становить 4070 га. Ландшафти низинні алювіально-терасовані. Ґрунти дерново-підзолисті, торф'яно-болотні. Рослинність переважно лісова: чорновільхові ліси (50,8 %), хвойні (29 %), є діброви, ясенники, грабняки. Багато спілих та перестійних лісів (32 %), вік окремих дерев становить до 200 років.
Флора представлена 507 видами наземних судинних рослин, у тому числі рідкісні види: арніка гірська, булатка червона, зубниця бульбиста, баранець звичайний, фіалка болотна та інші. У фауні ссавці представлені 43 видами, птахи — 130, риби — 32, рептилії — 5, амфібії — 8. До Червоної книги занесено 13 видів: мала поганка, чорний лелека, великий бугай, великий і малий підорлик, великий підсоколик, журавель сірий, рибалочка, соня горішкова та інші.